# Plata-Passage
Die Plata-Passage (englisch Plata Passage, französisch Chenal de la Plata, in Argentinien Canal del Plano, in Chile Canal Almirante Merino) ist eine Meerenge vor der Danco-Küste des Grahamlands auf der Antarktischen Halbinsel. Sie trennt das Festland von Enterprise Island, der Nansen-Insel und der Brooklyn-Insel. Die nordöstliche Einfahrt wird durch den Zapato Point und den Hobbs Point flankiert, die südwestliche durch die Wyck-Insel und den Garnerin Point.
Teilnehmer der Belgica-Expedition (1897–1899) unter der Leitung des belgischen Polarforschers Adrien de Gerlache de Gomery kartierten sie während der ersten Befahrung dieses Seewegs am 7. Februar 1898. De Gerlache benannte sie nach dem Río de la Plata in Erinnerung an die Unterstützung Argentiniens für seine Forschungsreise. Namensgeber der chilenischen Benennung ist José Toribio Merino (1915–1996), Oberbefehlshaber der chilenischen Marine während der Militärdiktatur unter General Augusto Pinochet.